# Onthophagus pollicatus
Onthophagus pollicatus är en skalbaggsart som beskrevs av Edgar von Harold 1879. Onthophagus pollicatus ingår i släktet Onthophagus och familjen bladhorningar. Inga underarter finns listade i Catalogue of Life.